# LRRC4
LRRC4‏ (Leucine rich repeat containing 4) هوَ بروتين يُشَفر بواسطة جين LRRC4 في الإنسان.

## الوظيفة
ينخفض نشاط هذا الجين بشكل ملحوظ في أورام الدماغ الأولية. الوظيفة الدقيقة للبروتين المُشفَّر بواسطة هذا الجين غير معروفة. كما تم تحديده كجين مُمْرِض محتمل يُشارك في الالتهاب العصبي المُصاحب لمرض العد الوردي.